# Línguas ibero-românicas

Mapa cronológico mostrando o desenvolvimento das línguas do sudoeste da Europa entre as quais as línguas ibéricas

As línguas ibero-românicas ou línguas latinas da Península Ibérica são o português, o galego, o castelhano, o asturo-leonês e o aragonês. Alguns linguistas incluem o catalão dentro do grupo ibero-românico, mas a inclusão deste último é problemática.

## Processo de formação
O processo de formação destas línguas pode ser esquematizado da seguinte forma:
- No antigo Império Romano falava-se uma língua românica comum (latim vulgar), com diferenças dialetais cuja extensão é difícil de avaliar hoje em dia (os registros escritos eram feitos em latim erudito). No entanto, essas diferenças acabaram por ter influência nas futuras línguas latinas.
- A partir deste ponto, e após a queda do Império Romano, as línguas latinas seguiram um determinado percurso, que veio a originar a formação das atuais línguas latinas da Península Ibérica:
  - Separação entre o catalão (dentro do grupo galo-românico) e o grupo ibero-românico). Nesta fase, nas áreas sob domínio muçulmano, falava-se um conjunto de dialectos românicos denominados moçárabe.
  - O grupo ibero-românico separa-se entre o castelhano e o galego-português (além de outros dialectos ou línguas, como o aragonês, etc.).
  - O galego-português divide-se em duas línguas (através da codificação do português). O português e o castelhano sofrem influência dos falares moçárabes durante o processo de Reconquista Cristã.

É importante notar que os processos políticos de formação dos reinos e estados da Península Ibérica tiveram uma importância fulcral para o desenvolvimento das línguas. Assim:
- Português e galego: a formação de Portugal como reino independente possibilitou a separação do galego-português em português (codificado e oficial em Portugal, com influências occitânicas) e galego (que viria a ser oficial e codificado, com influências castelhanas).
- Castelhano: a criação de um estado forte centrado em Castela possibilitou que o castelhano viesse a transformar-se na língua principal de Espanha, com a denominação de espanhol.
- Catalão: a existência da Coroa de Aragão (completamente independente até ao século XV e formalmente independente até 1714) possibilitou o desenvolvimento da língua catalã separada do occitano. O catalão manteve uma grande importância ao longo da história, apesar de ter perdido o caráter oficial no século XVIII. Hoje, é oficial em várias regiões de Espanha e a língua nacional de Andorra.

Além do processo de formação, as questões políticas determinam que:
- O galego e o catalão sejam fortemente influenciados pelo espanhol.
- O asturo-leonês, o aragonês e o estremenho não conquistaram oficialidade em suas comunidades autônomas.

Há ainda a registar o occitano aranês (com o nome de aranês), oficial na comarca catalã de Vale de Aran.

## Classificação
Uma possível classificação pode ser a seguinte:
- Línguas ibéricas ocidentais
  - Galego-português
    - Galego
    - Português
    - Fala
    - Eonaviego
    - Judeu-Português

  - Asturo-leonês
    - Asturiano
    - Leonês
    - Mirandês
    - Falas de transição entre o asturo-leonês e o castelhano
      - Estremenho
      - Cântabro

  - Castelhano
    - Espanhol
    - Judeu-espanhol
- Moçárabe
- Linguas ibéricas orientais
  - Aragonês
  - Catalão (outra classificação para o catalão é as línguas galo-românicas subgrupo occitano-românico)